# Hilfe, Hilfe, die Globolinks
Hilfe, Hilfe, die Globolinks (Help, Help the Globolinks!) von Gian Carlo Menotti ist eine einaktige Science-Fiction-Oper für Kinder, die eine Invasion von Außerirdischen zum Thema hat. Die Uraufführung in deutscher Sprache fand am 21. Dezember 1968 in der Hamburgischen Staatsoper statt.

## Entstehung
Hilfe, Hilfe, die Globolinks war ein Auftragswerk der Hamburgischen Staatsoper, die damals von Rolf Liebermann geleitet wurde. Menotti wurde nach eigenen Angaben zu der Handlung durch das Mondprogramm der USA inspiriert.
Er bezeichnete das Werk als Oper „for children and all those still young at heart“ was bei der Eindeutschung im Programmheft der Uraufführung als „Eine Oper für Kinder und solche, die Kinder lieben“ wiedergegeben wurde. Gleichzeitig verfolgte Menotti mit der Oper eine pädagogische Absicht, junge Menschen an die Musik heranzuführen.
Wegen der Kürze des Werkes wurden die Globolinks nach Menottis bekannter Weihnachtsoper Amahl und die nächtlichen Besucher in Hamburg dargeboten und in einer Inszenierung von Gian Carlo Menotti uraufgeführt. Die Blitze schleudernden Lichtskulpturen schuf Nicolas Schöffer, die Choreographie und die Kostüme stammten von Alwin Nikolais, einem Wegbereiter des experimentellen Tanzes. Nicht zuletzt wegen der futuristisch anmutenden Ausstattung und den parodistischen Einlagen war die Oper sofort ein Erfolg.

## Handlung

### Erstes Bild

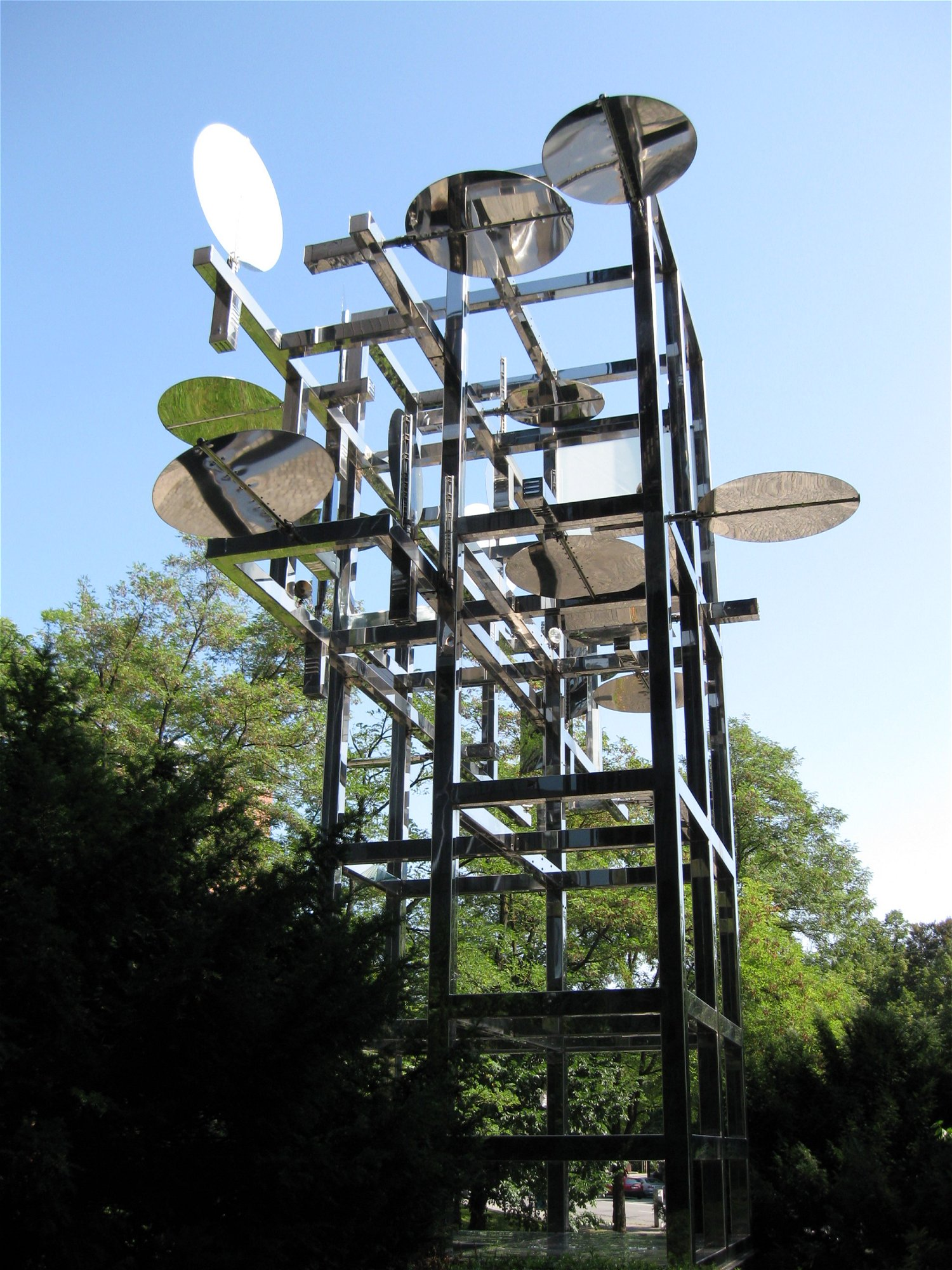
Skulptur von Nicolas Schöffer, Chronos 10B (1980)

Während der einleitenden Fuge ertönt eine Radiodurchsage, dass gefährliche Außerirdische, die Globolinks, auf die Erde gekommen seien. Jeder Mensch, der von einem Globolink berührt würde, verlöre die Sprache und würde selbst zum Globolink. Es folgt ein Aufschrei, dass die Globolinks bereits da sind. Lichttürme schleudern Blitze, elektronische Klänge übertönen die Musik aus dem Orchestergraben, alles versucht, sich zu retten.
Eine Schulklasse, die im Bus aus den Ferien zurückkehrt, hört bei einer Panne im Wald die Radiodurchsage, dass es eine Invasion der Globolinks gegeben habe und dass sie in der Gegend seien. Inzwischen ist bekannt, dass die Globolinks durch Musik vertrieben werden können. Als sich die Globolinks bedrohlich dem Bus nähern, versucht man zunächst, sie durch die Autohupe in Schach zu halten, was aber nur kurzzeitig wirkt.
Die Schülerin Emily hat als einzige ihre Geige mitgenommen. Sie macht sich mit der Geige auf den Weg, um Hilfe zu holen.

### Zweites Bild
Im Lehrerzimmer beschwert sich Madame Euterpova beim Rektor Dr. Stone, dass die Schüler zu wenig Interesse an Musik haben und ihre Instrumente während der Ferien in der Schule gelassen hätten. Wegen dieser Missachtung des Musikunterrichts will sie kündigen. Stone geht nicht darauf ein, sondern macht sich Sorgen wegen des Ausbleibens der Kinder, sieht den Musikunterricht sowieso als nebensächlich an und weist die Musiklehrerin hinaus. Während er in einen kurzen erschöpften Schlaf versinkt, erscheinen einige Globolinks. Stone drückt auf die Schulglocke, um die Globolinks zu vertreiben. Unterdessen hat ihn ein Globolink berührt, und er bringt nur noch elektronische Urlaute (ein rückwärts abgespieltes Tonband) heraus. Madame Euterpova erscheint als Retterin in der Not, stattet die Lehrer mit zusammengesuchten Musikinstrumenten, darunter auch Trommeln und einem Sousaphon aus, und sie zieht dirigierend zusammen mit dem Lehrkörper ab, um die Kinder zu suchen.

### Drittes Bild
Für die Schüler im fahrunfähigen Bus verstärkt sich die Gefahr. Die Globolinks lassen sich nicht länger durch die Autohupe vertreiben und greifen erneut an. In diesem Moment nähern sich die Lehrer mit ihren zusammengewürfelten Musikinstrumenten, und die Globolinks verschwinden. Nur Emily, die sich auf den Weg in den Wald gemacht hat, fehlt. Dr. Stone, der schon halb zum Globolink geworden ist, soll sie retten.

### Viertes Bild
Emily hat sich nach der Bedrohung durch die Blitze schleudernden Lichttürme im Wald verirrt. Sie spielt ständig auf der Geige, sinkt aber bald erschöpft nieder. Daraufhin ergreifen die Globolinks die Geige und zerbrechen sie. Emily wendet sich Hilfe suchend an Dr. Stone, den sie unter den Globolinks erkennt. Dieser hat seine Stimme verloren und kann nur noch „La, la“ stammeln. In diesem Augenblick treffen die musizierenden Lehrer mitsamt den Schülern ein, und Emily ist gerettet. Die Globolinks brechen ihre Invasion ab und nehmen den musikfeindlichen Dr. Stone mit, der endgültig zum Globolink wird.

## Stil
Menotti stand in seinen Werken unter dem Einfluss des musikalischen Verismus. In dieser Oper arbeitete er mit neoklassizistischen und veristischen Elementen. Bei der Charakterisierung der Globolinks verwendete er auch elektronische Klänge. Dieser Kontrast zwischen elektronischer und tonaler Musik war ein bewusstes Stilmittel. Seinen Humor bewies Menotti in verschiedenen parodistischen Einlagen, wie den echauffierten Koloraturen der Musiklehrerin, musikalischen Zitaten, der Radiostimme mitten in der Eingangsfuge, dem rückwärts abgespulten Tonband für Stones „Pidgin-electronese“ nach der Berührung durch den Globolink, aber auch durch die „scheppernde Marschmusik der Lehrer“, die „nicht unbedingt nur für Außerirdische zum Davonlaufen klingen könnte“.

## Ausstattung

Besetzungszettel der Uraufführung

Die Kostüme der Globolinks erinnerten an die 1964 von dem Designer Bruno Munari konzipierte Schlauchlampe, die man im Volksmund als „Aalreuse“ bezeichnete.

## Aufnahmen
- DVD mit der Uraufführungsbesetzung, darunter Edith Mathis, Arlene Saunders, Raymond Wolansky und Franz Grundheber, Kinderchor des NDR und des Gymnasiums Eppendorf, Philharmonisches Staatsorchester Hamburg unter der Leitung von Matthias Kuntzsch, Studioproduktion Polyphon 1969 (Naxos, Arthausmusik)